# Praça Batista Campos
A Praça Batista Campos é uma praça localizada no bairro homônimo na cidade de Belém, no estado do Pará, no Brasil. 
No século XIX o terreno onde hoje está a praça pertencia a Maria Manoela de Figueira e Salvaterra, sendo por isso conhecido como “Largo da Salvaterra”. Com a morte da proprietária as terras passaram a pertencer à Câmara Municipal de Belém, passando a chamar-se “Praça Sergipe” em homenagem à nova província brasileira. 
Em 1897, durante o governo do intendente Antônio Lemos, a praça passou a homenagear um dos principais personagens da Cabanagem: o Cônego Batista Campos, morto em 1834. Na época o terreno era um largo singelo com algumas mangueiras e um canteiro central. Três anos depois, quando foi inaugurada em 14 de fevereiro de 1904, já era uma das praças mais belas de Belém.
Obedecendo ao plano “jardins sem grades” a praça possuía quatorze entradas. Mais tarde os calçadões da Praça receberam revestimento de mosaico português com motivos marajoaras. A praça possui coreto, cursos d'água com pontes e está jardinada com árvores nativas.
Hoje é intitulada como um dos ambientes mais bonitos da capital paraense e possui quase 3 mil metros quadrados de área construída. Fica localizada no quadrilátero formado pela Avenida Serzedelo Corrêa,  Rua dos Mundurucus, Rua dos Tamoios e Travessa Padre Eutíquio. Classificada também como um espaço cultural onde os visitantes podem praticar atividades físicas, lazer ou apenas buscar por paz e sossego.

Todos os dias centenas de pessoas visitam a praça e devido a isto o logradouro exige cuidados e manutenção, tudo para que não perca o seu “charme europeu”, conquistado e mantido até hoje. Atualmente, a conservação e manutenção da praça compete ao poder público municipal. 

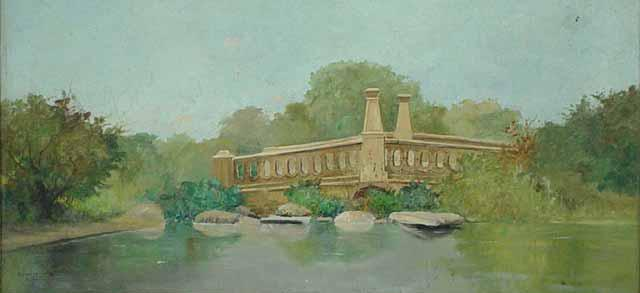
Antônio Parreiras - Praça Batista Campos

## Estilo Arquitetônico da Praça Batista Campos
A praça segue a tendência do século 19, que procurava modernizar a cidade e a organizou, com espaços próprios para cada atividade. Assim, nesse período, surgiram mercados, praças e avenidas, diferente do que acontecia antes nos espaços públicos, como largos, e praças secas (ausência de vegetação) da cidade colonial, que tinham múltiplos usos. 
Por essa razão, a nova cidade republicana, contava com praças que se utilizavam de elementos característicos de jardins europeus, mudando a sua configuração para atender a essa nova época. Assim, o novo objetivo desses espaços públicos eram a recreação, o lazer contemplativo, além de amenizar os efeitos negativos da urbanização e industrialização. Afinal, nessa nova época da cidade, parques e praças deveriam servir como um refúgio a vida moderna.
O caráter cênico que também visava embelezar a cidade, tomava conta desses espaços, e com a Praça Batista Campos não foi diferente. Seguindo a moda francesa a praça segue o estilo eclético de linha clássica-romântica, ou seja, ela possui, além dos elementos clássicos como o ponto focal e caminhos que se cruzam, mas usa também elementos românticos como o uso de lagos e coretos, além de desenhos menos rígidos e geométricos. 
Em 2008, a praça passou por uma grande restauração coordenada pela empresa Engetower Engenharia, ganhando um ar mais moderno e organizado, porém mantendo suas principais características, como seu ajardinamento sem grades,  plantas ornamentais, córregos, pontes, bancos, caramanchões, chafariz e coretos de ferro.

## Curiosidades
- A Praça Batista Campos foi tombada pelo município em 1983. Em 1986, ganhou novos equipamentos e passou por uma restauração buscando características perdidas no início do século XX, durante a primeira reforma.

- Desde 1997, a Associação dos Amigos da Praça Batista Campos (AAPBC) também ajuda a preservá-la.

- Em 2005, ganhou o "Prêmio 100 Mais Brasil", da Revista Seleções, como a mais bela praça do país.